# 합천 해인사 국일암 신중도
합천 해인사 국일암 신중도(陜川 海印寺 國一庵 神衆圖)는 경상남도 합천군 가야면 해인사에 있는 조선시대의 불화이다. 2012년 7월 26일 경상남도의 유형문화재 제524호로 지정되었다.

## 개요
신중도는 크게 네 가지 정도로 구분한다. 첫째는 예적금강을 중심으로 좌측에 제석천, 우측에 대범천, 그 아래에 동진보살(위태천)을 그리는 경우이다. 둘째는 제석천, 대범천, 동진보살(위태천)의 3위를 중심으로 한 신중도이다. 셋째는 제석천과 대범천만을 중심으로 그린 신중도이다. 넷째는 동진보살(위태천)을 위주로 한 신중도이다.
해인사 국일암 신중도는 제석천, 대범천, 동진보살(위태천)을 중심으로 그린 탱화이다. 대체로 이러한 구도의 신중도는 제석천과 대범천을 상단에 배치하고 동진보살(위태천)을 하단 중앙에 배치하는 형식이 일반적이다. 그런데 해인사 국일암 신중도는 제석천과 대범천, 동진보살(위태천)이 모두 상단에 배치되어 있어 다른 신중도와는 구도에 있어 차이가 있다.
대체로 19세기에 접어들면서 신중도는 동진보살(위태천)의 비중이 제석천과 범천에 비해 높아지면서 동진보살(위태천)을 화면의 중심에 배치하는 것이 대부분인데, 해인사 국일암 신중도는 제석천과 대범천에 비해 도상의 크기도 작고 약간 뒤쪽으로 물러서 있는 구도를 보이고 있어 동진보살(위태천)의 비중이 오히려 작다는 느낌을 준다.
제석천과 대범천은 두광과 신광을 모두 표현하였는데, 모두 녹색으로 채색하였지만 제석천의 신광은 자색으로 채색하여 구별하였다. 대부분의 신중도에서는 제석천과 대범천의 자세가 같은데 비해 해인사 국일암 신중도는 제석천은 서 있지만 대범천은 앉아 있는 모습으로 두 상의 자세에 차이가 있다.
해인사 국일암 신중도는 19세기 말의 일반적인 신중도의 구도와 달리 화면 구도가 비교적 단순하고 도상의 자세도 차이가 있으며, 18세기 신중도처럼 동진보살(위태천)보다 제석천과 대범천의 비중이 더 큰 구도를 보이고 있어 조선 후기 신중도 가운데 매우 독특한 작품으로 주목되고있다.

## 참고 자료
- 합천 해인사 국일암 신중도 - 국가유산청 국가유산포털